# シニック
シニック (Cynic)は、アメリカ合衆国出身のプログレッシブ・メタル・バンド。1987年結成。1994年に解散し、プログレッシブ・ロック/プログレッシブ・メタル・バンドのポータル (Portal)が結成されるが、1996年にこちらも解散した。本項目では、このバンドも解説する。2005年に再結成したが2015年に再び解散。2017年にも再結成がなされた。1994年まではテクニカルデスメタル（プログレッシブデスメタル）にも分類される音楽性であった。

## 歴史

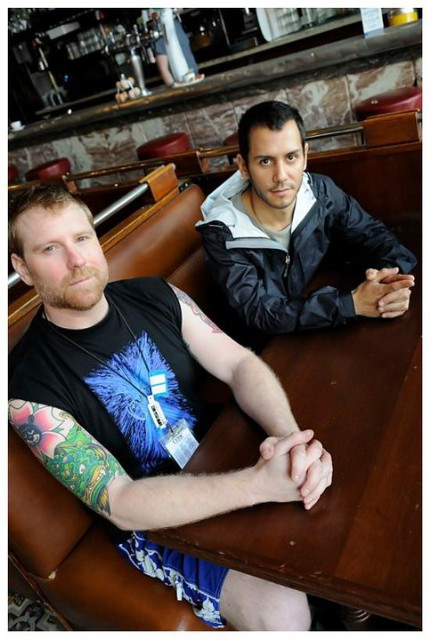
フランス・パリにて 左ショーン(Ds) 右ポール(Vo/G) 2010年

1993年のアルバム『フォーカス』では、デスメタルとジャズ・フュージョンを高次元的に融合し、テクニカルデスメタル（またはプログレッシブデスメタル）というジャンルの一つの完成形を創り上げた。デスヴォイス(グロウル)の他にもヴォコーダーを使用し、機械音声のようなボーカルが特徴で、宇宙的且つ浮遊感のある独特の世界観を持っている。
メシュガーなどの現在のプログレッシブ・メタルや、ビトウィーン・ザ・ベリード・アンド・ミーなどのカオティック・コアのジャンル全体に多大な影響を与えたバンドとしても知られる。
1994年にアルバム1枚を発表しただけで解散してしまう。解散時に、フロントマンのトニー・ティーガーデンの代わりに女性ボーカリストのアルーナ・エイブラムズ (Vo)が加入して、プログレッシブ・ロック/プログレッシブ・メタル・バンドのポータル (Portal)が結成される。1995年にデモテープ『Portal』をリリースするが正式音源を残す事無く1996年に解散した。
2006年、再結成。
2008年にファースト・アルバムから15年ぶりのセカンド・アルバムを発売。以降、ライブ活動などを積極的に行っていた。
2015年9月10日、公式Facebook上で、芸術的及び個人的な相違を理由に再び解散していたことを発表。
2017年に再結成。2018年1月15日、新曲「Humanoid｣を発表、YouTubeの公式チャンネルにアップロードした。

## 音楽的影響
ポールは影響を受けたギタリストとして、ジミー・ペイジ、ジョージ・ハリソン、デヴィッド・ギルモア、エリック・クラプトン、アラン・ホールズワース、パット・メセニー、ジョン・マクラフリン、フランク・ザッパ、ビル・フリゼール、スコット・ヘンダーソン、スティーブ・ヴァイ、アントニオ・カルロス・ジョビン、アンドレス・セゴビアを挙げている。

## メンバー

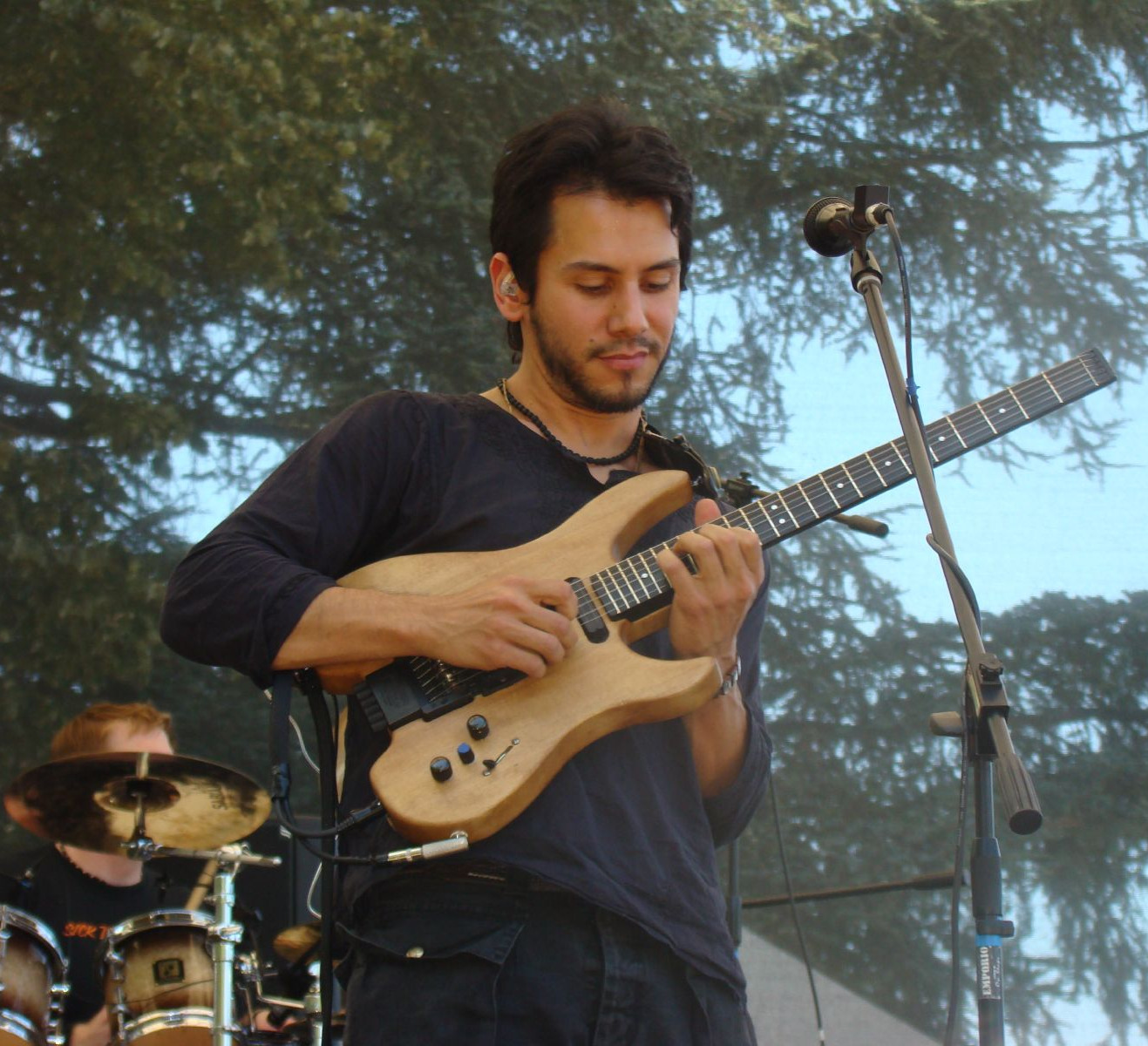
ポール・マスヴィダル(Vo/G) 2007年

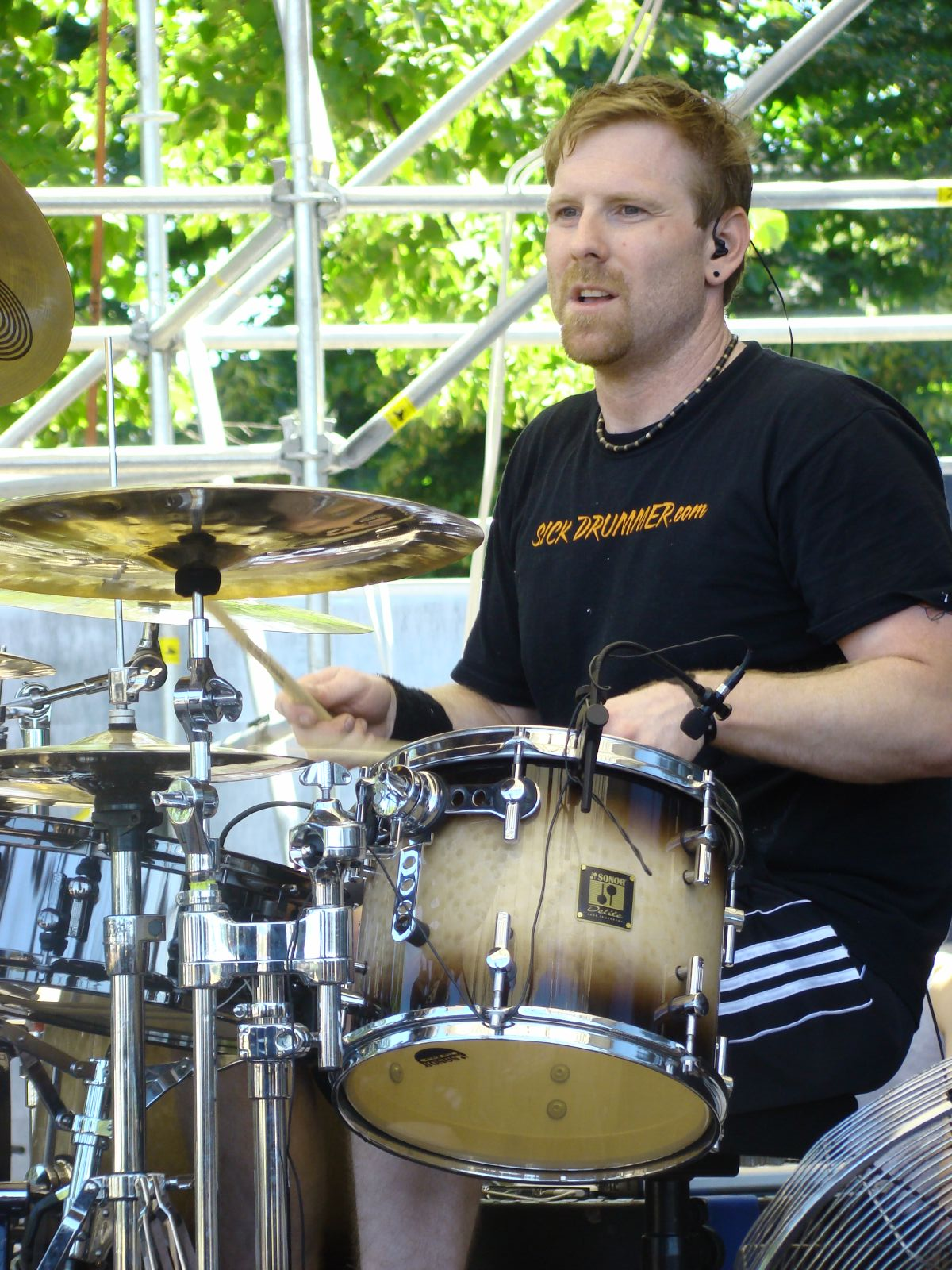
ショーン・レイナート(Ds) 2007年

### 現メンバー
- ポール・マスヴィダル (Paul Masvidal) - ボーカル、ギター、ヴォコーダー、ギターシンセサイザー (1987年-1996年、2006年-2015年、2017年- )

デスでも活動。
- マット・リンチ (Matt Lynch) - ドラムス (2017年- )
- デイヴ・マッケイ (Dave Mackay) - ベースシンセサイザー、キーボード (2021年- )

### 旧メンバー
- エステバン・"スティーヴ"・リンカーン (Esteban "Steve" Rincon) - ボーカル (1987年)
- ジャック・ケリー (Jack Kelly) - ボーカル (1987年-1988年)
- トニー・ティーガーデン (Tony Teegarden) - ボーカル、キーボード (1993年-1994年、2006年-2007年)
- アルーナ・エイブラムズ (Aruna Abrams) - ボーカル (1994年-1996年)

ポータル期のみの在籍。
- ティモン・クライドニアー (Tymon Kruidenier) - ボーカル、ギター、ギターシンセサイザー (2008年-2010年)
- ラッセル・モフスキー (Russell Mofsky) - ギター (1987年)
- ジェイソン・ゴーベル (Jason Gobel) - ギター、キーボード (1987年-1996年)
- サンティアゴ・ドブレス (Santiago Dobles) - ギター (2006年-2007年)

ペスティレンスでも活動。
- マーク・ファン・エル (Mark Van Erp) - ベース (1987年-1989年)

マルヴォレント・クリエイションでも活動。
- トニー・チョイ (Tony Choy) - ベース (1989年-1993年)

ペスティレンスでも活動。
- クリス・クリンゲル (Chris Kringel) - ベース (1993年-1996年、2006年-2007年)
- ロビン・ジールホルスト (Robin Zielhorst) - フレットレスベース (2008年-2010年)
- ショーン・レイナート (Sean Reinert) - ドラムス、キーボード (1987年-1996年、2006年-2015年)

2020年1月24日逝去。デスでも活動。
- ショーン・マローン (Sean Malone) - フレットレスベース (1993年-1994年、2008年、2011年、2012年-2015年、2017年-2020年 )

2020年12月7日逝去。

## ディスコグラフィ

### スタジオ・アルバム
- 『フォーカス』 - Focus (1993年)

レコーディングはメンバーの地元の、フロリダ州タンパにあるレコーディングスタジオ「モリサウンド」で、プロデューサーのスコットバーンスにより録音された。因みにこのスタジオは、カンニバル・コープスやデス、モービッド・エンジェル等名だたるデスメタルバンドのレコーディングスタジオとして有名である。当時のデスメタルバンドにとって、このスタジオでスコット・バーンスにレコーディングしてもらうことはステータスであり、憧れであった。2004年にリマスターを施し、リミックス曲などのボーナストラックを6曲追加収録した再発盤がリリースされた(輸入盤)。
- 『トレースド・イン・エア』 - Traced in Air (2008年)

15年のブランクを経て発表されたセカンド・アルバム。デスメタル色は薄くなり、プログレッシブ・メタルに近い音像である。ヴォコーダーによるボーカルが顕著で、前作よりモダンで浮遊感のあるサウンドになった。
- 『カインドリー・ベント・トゥ・フリー・アス』 - Kindly Bent to Free Us[3] (2014年)
- Ascension Codes (2021年)

### EP
- 『リトレースド』 - Re-Traced (2010年) ※『トレースド・イン・エア』の4曲をポスト・ロック風に再構成し、新曲1曲を加えた変則的ミニアルバム。
- 『カーボン・ベースド・アナトミー』 - Carbon-Based Anatomy (2011年)

### コンピレーション・アルバム
- The Portal Tapes (2012年) ※ポータルとして活動していた頃の楽曲を収録。
- Uroboric Forms - The Complete Demo Recordings 1988-1991 (2017年)